# WSM Music Group
WSM Music Group Ltd. (WSM) es una empresa entretenimiento con sede en Hong Kong. WSM Music Group Ltd. (WSM) formada en 1992. El ámbito de negocio incluye la producción y distribución discográfica, publicación de música y licencias de canción, licencias de grabación de audio y vídeo, organizador de conciertos, gestión artista, alquiler de sala de ensayo profesional y comercialización de venta directa CD.

## Historia
WSM Music Group Ltd. (WSM) incluyendo WSM Entertainment Ltd. y WorldStar Music Int’l Ltd. El primero se centra en la gestión artista y producción de conciertos. Este último se centra en el producción y distribución de grabación. Compañía de música disco musicNEXT es la filial de propiedad total de WSM Music Group Ltd.

### WSM Entertainment Ltd.
Fundada en el año 2002, WSM Entertainment Ltd. está especializada en el envasado cantantes clásicos, para desarrollar sus cualidades únicas, junto con las estrategias de marketing precisas, por lo que los cantantes clásicos pueden ser bien aceptados por el mercado de nuevo. Artistas WSM Entertainment Ltd. incluyen Rosanne Lui, Wan Kwong, Nancy Sit, etc. Negocios incluye la gestión artista y producción de conciertos, además de organizar el desempeño de sus artistas y cantantes, así como portavoz de la publicidad.

### WorldStar Music Int'l Ltd.
Fundada en el año 1992, WorldStar Music Int’l Ltd. El ámbito de negocio incluye la grabación, la producción, la distribución, el marketing directo, el negocio de la música de autor, la edición y la agencia de música, así como la introducción y promoción de canciones clásicas originales europeos, americanos y sudeste asiático.

## Lista de artistas de WSM Entertainment Ltd.
- Nancy Sit[2]
- Rosanne Lui[3]
- Alice Lau
- Lau Ying Hung
- Suzan G
- Dianna Tse
- Yang Yan
- Wan Kwong
- Johnny Ip
- Peter Chan
- Joe Mok
- Ching Shan
- Xie Lei
- Lin Chong

## Lista de artistas de musicNEXT
- Angela Au[4]
- Kellyjackie[5]
- TikChi
- Lily Chen[6]
- Gloria
- Fred Cheung